# Demon Days
Albums de Gorillaz
Laika Come Home
(2002) Feel Good Inc. EP
(2005)
Singles
1. Feel Good Inc.
Sortie : 9 mai 2005
2. DARE
Sortie : 29 août 2005
3. Demon Days
Sortie : 21 novembre 2005
4. Kids with Guns / El Mañana
Sortie : 10 avril 2006

Demon Days est le deuxième album studio du groupe virtuel anglais Gorillaz, sorti le 11 mai 2005 au Japon et le 23 mai 2005 dans le reste du monde. Intégralement produit par Danger Mouse et distribué par Parlophone Records (la distribution américaine se fit chez Virgin Records), il comprend des contributions de De La Soul, Neneh Cherry, Martina Topley-Bird, Roots Manuva, MF Doom, Ike Turner, Bootie Brown, Shaun Ryder, Dennis Hopper, la London Community Gospel Choir et la San Fernando Valley Youth Chorus.
Dès sa sortie, l'album se classe 1er au Royaume-Uni et 6e aux États-Unis. De plus, le 1er single Feel Good Inc. se classe 2e (R.U.) et 14e (États-Unis). Le second single, DARE, permet au groupe d'être no 1, pour la première fois de leur carrière, au Royaume-Uni. Depuis, Demon Days a été certifié double disque de platine aux États-Unis et 5 fois platine au Royaume-Uni.
L'album s'est accompagné de 4 singles : Feel Good Inc., DARE, Dirty Harry et la double face A Kids with Guns/El Mañana. Comme pour Gorillaz, la sortie de l'album et les performances live autour sont accompagnées de diverses initiatives multimédia (tout cela combiné forme la Phase 2 de Gorillaz, nommée Slowboat To Hades) : clips, fausses interviews des personnages, fonctionnalités interactives sur le site du groupe, dessins préparatoires... La quasi-majorité des visuels ont été créés par Jamie Hewlett, co-créateur du groupe, et sa compagnie Zombie Flesh Eaters.
Vendu à 8 millions d'exemplaires à travers le monde, soit un million de plus que le premier album, l'album reçut des critiques unanimement positives : Spin l'a élu quatrième meilleur album de 2005, Mojo l'a classé huitième de sa liste de fin d'année et en a parlé comme d'un « éclateur de genres, une étape importante de la pop contemporaine ». Plusieurs magazines musicaux l'ont également placé dans leurs listes des meilleurs albums de la décennie, comme le NME, Uncut et Complex.

## Création de l'album

### Conception
Pendant que Jamie Hewlett travaillait avec son équipe sur un scénario pour un possible film Gorillaz, Damon Albarn était parti enregistrer le septième album studio de son groupe Blur, nommé Think Tank (la tournée ayant suivi a entraîné la création du double vinyle Democrazy, qui contient notamment I Need A Gun, démo du futur Dirty Harry). Il en profita également pour écrire et enregistrer des morceaux pouvant servir de B.O pour le film mais l'idée entière fut mise au placard, bien que certaines idées du scénario abandonné furent conservées, comme les thèmes des personnes guidées par l'ego et le monde piégé dans une nuit sans fin. Mais ce ne fut pas la principale source d'inspiration pour Demon Days : cette source est en fait le résultat d'un voyage en train de Pékin jusqu'à la Mongolie fait par Damon, sa femme et sa fille de 6 ans, qui ont voyagé pendant une journée dans ce que le musicien a décrit comme « une partie de la Chine bizarre, muette, oubliée. Basiquement, c'était des arbres morts, autant que l’œil puisse voir », décrit-il. « Boules de poussière, lâchant la Terre et retournant rapidement au désert. Il y a ces petites villes-satellites au milieu de ces semi-déserts qui sont absolument à genoux. Et cet endroit fait la taille de l'Europe. Et puis, tu te réveilles le matin avec ce cauchemar dans la tête et ce n'est que du ciel bleu et du beau sable, qui semble fantastique maintenant mais qui devait probablement être quelque chose d'autre il y a des millions d'années. Et cela va nous arriver à tous durant notre existence ».
Jamie Hewlett fut excité à l'idée d'un nouvel album de Gorillaz, disant « Répétons le même processus, mais faisons mieux. Parce que tout le monde pensait que c'était un gimmick. Si tu fais ça à nouveau, ce n'est plus un gimmick longtemps, et si ça marche, alors nous avons prouvé quelque chose. Et instantanément, tout le monde est excité ».

### Enregistrement
La principale différence avec Gorillaz est le changement de producteur. En effet, ce n'est plus Dan « The Automator » Nakamura mais Brian Burton, plus connu sous son surnom de Danger Mouse. Damon Albarn engagea Brian en se basant sur la force de The Grey Album, succès surprise de l'an 2004 où Mouse mixait des extraits du Black Album de Jay-Z et du White Album des Beatles. « Dan [The Automator] n'était pas occupé, le projet nécessitait juste une approche légèrement différente », explique Albarn. « Danger Mouse est, à mon avis, l'un des meilleurs jeunes producteurs au monde. Je pense que le dernier disque était trop simple. C'était un territoire vierge - hip-hop animé, reggae, stroke-rock, rock latin - il y a plus de complexité dans ce disque ». Pour Danger Mouse, fan de longue date de Blur (l'autre groupe d'Albarn), les sentiments d'admiration et de respect furent mutuels. « C'était une évidence quand il y avait un intérêt de la part de Damon », dit Burton au sujet de sa collaboration avec Albarn et Hewlett. « J'ai écouté des démos du nouveau disque, mais la plus grande part fut d'obtenir une chance d'être une part de quelque chose de si grand - tu n'as qu'à juste sauter dedans. J'ai vraiment eu une année qui monte et descend [en 2004], mais ce fut définitivement une grande montée lorsque j'ai eu la chance de [travailler avec Gorillaz] ».
« J'ai énormément appris en matière de travail sur le disque avec Damon », clama Danger Mouse. « [...] et c'était "coule ou nage". Tu n'as juste qu'à ramasser. À la fin de la journée, les personnes avec qui tu travailles - que ce soit le chœur, la section de violons ou le guitariste - sont spécialisées dans ce qu'elles font. Tout ce que tu as à faire est de comprendre la meilleure chose qu'elles créent et comment cela va s'accorder dans le contexte du projet entier. Cela revient à mettre ensemble [les parties d']une chanson dans un programme pour ordinateur. Tu regardes toutes les parties qui vont faire que cela sonne bien. C'est aussi être capable de communiquer. J'ai eu beaucoup de matériel validé avec Gorillaz - comme les trucs de Pelican City - où je travaillais avec les musiciens, donc cela ne m'était pas du tout étranger ». « Gorillaz fait de la dark pop, c'est ce qu'ils ont toujours cherché à atteindre », dit Albarn dans une interview donnée à MTV News. « L'album entier tente de raconter l'histoire de la nuit - de rester debout durant la nuit - mais c'est aussi une allégorie. C'est ce que nous vivons basiquement, le monde dans un état de nuit ».
Demon Days reprend et améliore ce que faisait déjà Gorillaz, à savoir les diverses collaborations avec des artistes venant de divers milieux musicaux. Sont donc présents le trio De La Soul, Bootie Brown (membre de The Pharcyde), les rappeurs MF Doom et Roots Manuva, Ike Turner (piano sur Every Planet We Reach Is Dead), l'icône mancunienne Shaun Ryder, Neneh Cherry, Martina Topley-Bird, la San Fernando Valley Youth Chorus (qui est, comme son nom l'indique, une chorale d'enfants), la London Community Gospel Choir ainsi que l'acteur-réalisateur Dennis Hopper qui, sur la chanson Fire Coming Out of the Monkey's Head, narre une fable traitant d'innocence, de cupidité et de châtiments liés à cette même cupidité, le tout sur un rythme reggae bizarre. Cette chanson contient des harmonies vocales éthérées, un hommage clair aux Beach Boys. Damon Albarn explique à ce sujet qu'il n'arrivait pas à faire bien sonner les parties de chant jusqu'à ce qu'il eut une révélation : « Si vous voyez les Beach Boys en photo, ils sourient tous, tentant désespérément de garder l'esprit Beach Boys tout entier en vie, alors que Brian Wilson est morne comme l'enfer. Donc j'ai eu 3 harmonies souriant vers mon visage. Et une qui est juste vraiment misérable, qui est Brian. Maintenant, ça a cette vibe ».
Kids with Guns fut inspiré par un garçon de la classe de la fille d'Albarn qui avait un jour ramené un couteau à l'école. « Un bon garçon », selon les dires de Damon, « qui avait juste décidé de prendre un couteau et de le montrer à ses amis au déjeuner. C'est un réel problème, mais je ne le traite pas [frontalement] comme un problème. C'est une part de la brutalisation d'une génération qui se passe en ce moment ». Au sujet de Fire Coming Out of the Monkey's Head, la chanson peut se lire comme une parabole claire de la guerre pour l'essence.
Au sujet du single iconique DARE et de sa collaboration avec Shaun Ryder, voici ce qu'explique Damon : « J'adore Shaun Ryder. Durant tout le truc d'Oasis, lui et Bernard Sumner (membre fondateur de Joy Division et New Order) étaient les deux seuls qui se souciaient de ce que je traversais. De se prendre constamment la pisse de Noel et Liam (Gallagher). Comment peux-tu combattre quand tu as les tabloïds et une attitude de classe ouvrière sur ton dos ? Tu es baisé. Mais Shaun fut vraiment très gentil avec moi et m'a fait me sentir bien mieux à propos de tout ça. Parce que je me suis vraiment énervé au sujet de ça, donc choisir le karma de Shaun en action ? Ouais, définitivement ». Originellement, la chanson se nommait It's There mais Ryder, à cause de son très fort accent mancunien, ne pouvait pas prononcer correctement la fameuse phrase, qui fut donc simplement transformée en DARE. Sur cette même chanson, c'est le personnage de Noodle qui chante la plupart des paroles.
Mais contrairement à Gorillaz, où ses parties de chant étaient "jouées" par Miho Hatori, sa voix a changé : ici, elle est doublée par Rosie Wilson, aussi surnommée Roses Gabor. Des chœurs discrets ont été fournis par Albarn mais comme sa voix et celle de Wilson ont été mélangées, la voix de Damon est très basse et on ne l'entend presque pas. Les parties de chant complètes d'Albarn peuvent être entendues dans le remix de la chanson fait par le duo DFA, qui sert de morceau d'ouverture au second disque de l'album D-Sides. Cet album contient également, dans son premier disque, une démo nommée People. Elle contient le même son de batterie électronique servant de fond musical mais sans la majorité des effets et des parties de claviers présentes sur le morceau final. Toujours au contraire de DARE, People est entièrement chantée par Damon Albarn, a des paroles différentes et comprend une rupture d'Omnichord.
Le rappeur Roots Manuva et la chanteuse Martina Topley-Bird apparaissent sur All Alone (dont l'instrumental a été enregistré en partie en Afrique) et ont même enregistré pour l'album une autre chanson, intitulée Snakes and Ladders ("Serpents et Échelles"). Cette chanson ne sortira jamais dans aucun album de Gorillaz (elle fait partie aujourd'hui des raretés du groupe) mais Topley-Bird la samplera pour Soldier Boy, face B de son single de 2008 Poison, qui comprend une collaboration de Roots Manuva et Gorillaz à la production. L'enregistrement de la chanson peut aussi être vu et entendu en partie dans le documentaire Bananaz.

## Style musical & thèmes
Selon Sputnik Music, le style de l'album est « une grande incursion dans la fusion de hip-hop dans les musiques pop et rock ». Pour Odyssey, Demon Days est « de la dark pop apocalyptique à son niveau le plus fin, le plus étrange et le plus topique ». Mike Schiller, critique à PopMatters, écrit que l'album « [fournit] à ses auditeurs non pas un arc narratif, mais un "arc musical", débutant lentement, et honnêtement, [de façon] pas tout à fait étrange, décrivant les premières chansons comme [sonnant] un peu comme la version "Casio-isée" d'un album de trip-hop du milieu des années 1990 ». Il parle aussi de la chanson Last Living Souls comme de la « pop au piano McCartney-esque ».
L'album brasse une grande quantité de thèmes, certaines paroles (Last Living Souls, O Green World, Every Planet We Reach Is Dead) sont parfois très introspectives (Damon Albarn se questionne sur sa vie et sur l'état du monde) mais 4 en tout prédominent :
- L'innocence et la perte de celle-ci : ce thème est particulièrement présent dans Kids with Guns (voir au chapitre "Enregistrement"). Les paroles parlant de personnes « se transformant en monstres » ou bien « hypnotisées », il ne fait pas vraiment de doute que c'est des enfants tenant des armes dans leurs mains dont Albarn parle.
- La guerre en Irak : les paroles du single Dirty Harry adoptent le point de vue d'un soldat engagé dans la guerre en Irak. Il ne fait aucun doute que c'est le contexte de la chanson, plus particulièrement cette ligne précise : « La guerre est donc finie, m'a dit le haut-parleur/Avec la combinaison de vol sur [lui] » (George W. Bush portait une combinaison de vol pour annoncer la fin de la guerre). Toujours selon le soldat, c'est « [la] raison pour laquelle tu remplis ton Isuzu » (l'Isuzu est un utilitaire japonais), ce qui voudrait dire que la guerre aurait comme but principal l'essence. Ce thème renforce également aussi celui de la perte de l'innocence, particulièrement chez les enfants. Ce renforcement est aussi effectué avec le premier couplet de Fire Coming Out of the Monkey's Head, qui narre une histoire d'envahisseurs violents.
- Les désastres écologiques : cela n'est pas explicitement dit mais plusieurs références implicites peuvent être dénichées. Fire Coming Out of the Monkey's Head, particulièrement la dernière partie de l'histoire narrée par Dennis Hopper, peut faire référence à un scénario apocalyptique semblable au film Le Jour d'après. De plus, dans le morceau éponyme fermant l'album, il est possible d'entendre « [Notre] mère Terre veut que nous la quittions tous »" et O Green World permet à Damon de tourner son attention sur l'état physique (peut-être spirituel, dans le même temps ?) de la planète.
- Le tiraillement vers le bas de la culture de masse : ce thème est un thème récurrent de l'ADN de Gorillaz (Albarn et Jamie Hewlett avaient fondé le groupe pour contrebalancer MTV et tous les groupes qui y passaient, le dessinateur précisera même sa pensée dans le commentaire ouvrant le chapitre « Gorillaz » de l'artbook Jamie Hewlett : « Ce n'étaient pas vraiment les clips en eux-mêmes, mais les groupes. Ils étaient tellement bidon et c'était évident qu'ils faisaient de la lèche. C'était comme si, pour vendre, il fallait aussi adopter un certain caractère. Ce qui n'est pas un problème, mais pourquoi le faisaient-ils aussi mal ? Les Monkees étaient un groupe fabriqué, mais ils étaient super. Alors, j'ai demandé à Damon : "Si c'est fabriqué, pourquoi ils ne peuvent pas le faire correctement ?" »). Néanmoins, c'est lors de la Phase 2 que ce message est le plus présent. Dans le hit Feel Good Inc. et plus précisément dans sa partie rappée, les De La Soul "jouent le rôle" d'une corporation toute-puissante tentant de garder tout le monde sous son contrôle (par le biais de ces "False Icons" que le groupe dénonce).

Toutefois, Demon Days n'est pas entièrement pessimiste. Par exemple, la chanson DARE illustre ces petits moments où, même au milieu des ténèbres, nous pouvons respirer et danser pour tout ce que nous valons et le diptyque final Don't Get Lost In Heaven/Demon Days illustre la fin du crépuscule et les premiers rayons d'un nouveau soleil.

## Background du groupe fictif
Comme tous les albums studio de Gorillaz, Demon Days comprend son propre background, alimenté par les clips ou encore les interviews des membres fictionnels. L'album et tout ce qui l'entoure fait d'ailleurs partie de ce qui est généralement appelé une Phase (ici, la période Demon Days est appelée la Phase 2 et se nomme Slowboat to Hades).
L'histoire des musiciens fictifs (Stuart « 2D » Pot, Murdoc Niccals, Russel Hobbs, Noodle) s'était arrêtée alors qu'ils s'étaient installés dans une grande maison sur Hollywood Hills, après un dernier concert donné au Portugal pour MTV, le 20 juillet 2002. Le quatuor s'y était installé pour une raison bien précise : tenter de créer un film sur eux. Selon Noodle, dans une interview (aujourd'hui malheureusement indisponible) donnée en 2005 pour le webzine Hot Press, ce film (ou en tout cas, l'un de ses scripts) se voulait être un commentaire ironique sur la culture pop, dans un style d'animation très inspiré par Charlie Kaufman et où les musiciens interprétaient 4 personnages random, nommés comme eux les Gorillaz. Sauf que le film ne se fera pas pour plusieurs raisons : tensions de plus en plus grandes entre les membres du groupe, problèmes avec les scénaristes (qui étaient tous ivres), les producteurs et le réalisateur (qui s'est avéré être un homme fou et qui les a en plus escroqués), bagarres, bannissement du bassiste de la Playboy Mansion pour vol de cendriers... ce fut quand Murdoc tenta de tuer un 2D soumettant des idées de plus en plus abracadabrantesques pour le film que la cassure devient un gouffre et que le groupe comprend qu'il est temps de tout arrêter. C'est donc ainsi que Gorillaz se sépara pour la première fois.
2D resta d'abord quelque temps à Los Angeles et passa plusieurs nuits dans un appartement appartenant à Britt Ekland, mais il décida de partir à cause de l'habitude qu'avait cette dernière de courir nue en se tapant la tête contre les murs et sans dormir. Il retourna finalement à Eastbourne pour travailler dans la foire que tenait son père David. A cette époque, son ego augmenta très sérieusement quand il prit conscience de son statut de pop-star auprès des femmes. Il rencontra Shane Lynch, membre fondateur du boys-band irlandais Boyzone, et ils deviennent bons amis. Pendant tout le temps que durera leur amitié, Stuart va adopter un style de teddy boy et passera la plupart de son temps à parcourir la ville avec Shane. Néanmoins, il n'arrêta pas la musique puisqu'il collabora avec Massive Attack et Nathan Haines sur, respectivement, les albums 100th Window et Squire for Hire.
Murdoc partit à Tijuana et décida de passer du bon temps dans les bordels de la ville, avant d'être arrêté et condamné à 30 ans de prison pour avoir donné des chèques en bois à des prostituées. Pendant son temps passé en prison, il adopta Cortez, son corbeau domestique, se procura de l'encre en prison pour se tatouer sur le dos les marques des 7 pêchés capitaux et passa même un examen pour obtenir un diplôme de médecine, gagnant ainsi le titre de "Dr Niccals". Il s'évada finalement avec l'aide de 2 criminels mexicains, d'un mannequin en papier mâché le représentant et d'une boucle pré-enregistrée diffusant ses gémissements.
Russel resta à LA et décida de se faire exorciser de l'âme de son ami Del, qui fut arrachée au reste de son corps et fut capturée par la Mort (même si ses yeux blancs, effet secondaire de la possession, ne retrouvent pas et ne retrouveront jamais leur couleur initiale, restant à jamais blancs). À partir de là, tout aurait pu aller pour le mieux dans la vie du batteur, mais à partir de l'exorcisme, il va entamer un long passage à vide. Il décida de s'isoler dans le sous-sol de la maison d'Ike Turner pour tenter de créer un album solo sauf qu'il fut tourmenté, durant toute cette période, par des hallucinations montrant des démons sortant des haut-parleurs pour essayer de le manger. L'album ne sera jamais terminé.
Noodle, après ce brutal hiatus, décida de partir d'elle-même au Japon pour en apprendre plus sur son passé oublié, après avoir été victime de visions et de cauchemars durant le Gorillaz Tour. Pendant ce voyage, elle visita un bar à sushis d'Osaka. Ce fut là qu'elle entendit un serveur dire au chef du bar qu'il avait besoin d'une commande d'Ocean Bacon ("Bacon de l'Océan", grossièrement traduit"). Juste après avoir entendu cette phrase, la petite fille retrouva d'un coup l'intégralité de sa mémoire et sa capacité à parler anglais. Cela lui permit de retrouver son mentor, Mr. Kyuzo, qui travaillait justement dans ce restaurant. Noodle resta encore quelque temps au Japon avant de revenir, armée de toutes ses nouvelles connaissances, aux Kong Studios, tombés en décrépitude durant l'absence du groupe, pour découvrir l'endroit envahi par des hordes de zombies (probablement réanimés par le Dr Wurzel, qui avait brièvement pris le contrôle de l'endroit pendant que les Gorillaz étaient partis en tournée). Utilisant le salon de surveillance de Kong comme un "lieu sûr", la guitariste débarrassa lentement les lieux de ses habitants indésirables. Ce fut à cette période qu'elle commença à créer, par elle-même et sans aucune aide, ce qui allait devenir Demon Days. Elle commença à réunir le groupe uniquement après avoir débarrassé complètement Kong des zombies.
Ainsi, 2D, Murdoc et Russel reviendront tous tour à tour après avoir reçu des SMS de la (désormais) adolescente. Le premier ayant eu toute sa confiance en lui restaurée (bien que cela ne durera pas longtemps), le second retournant au bordel de Tijuana pour mettre un point final à ses démêlés avec la justice mexicaine et le troisième sorti de sa traversée du désert. Demon Days était né.

## Sortie & promotion
Demon Days fut mentionné pour la première fois dans des articles traitant de la réouverture complète du site web de Gorillaz, début décembre 2004. Initialement, la date de sortie était prévue pour mars ou avril 2005, mais elle fut plus tard repoussée. Dans un article pour Q datant de février 2005, il fut rapporté que le nom de l'album pourrait être We Are Happy Landfill. Un autre titre fut aussi mis sur la table, à savoir Reject False Icons, mais il fut plutôt attribué à un projet de culture jamming lancé par Gorillaz. En janvier 2005, un single promotionnel pour la chanson Dirty Harry sortit en édition vinyle blanche et un tout nouveau clip, Rock It, fut posté sur le Web. Il s'avéra plus tard que cette piste ne fut pas incluse dans Demon Days. Toutefois, elle apparut dans l'album de faces B et de remix D-Sides (sorti en novembre 2007), ce qui en fait la seule face B de Gorillaz à avoir eu un clip officiel. Le premier single de l'album, Feel Good Inc. devint le plus gros succès du groupe pour l'époque, avant d'être dépassé par DARE (qui allait offrir à Gorillaz son premier numéro 1 anglais).
L'album est sorti en édition limitée, comprenant un DVD où est inclus le clip de Feel Good Inc., les dessins préparatoires de ce même clip et son commentaire audio fait par les 4 personnages, mais aussi de petits films animés les mettant en scène, la chanson inédite The Swagga et un accès à certaines sections exclusives du site Gorillaz.com, avec des fonds d'écran, des économiseurs d'écran ainsi qu'un pied de biche donnant la possibilité d'accéder, dans la cuisine des Kong Studios virtuels, à un placard contenant une piste additionnelle téléchargeable, Happy Landfill (plus tard incluse dans D-Sides sous le nom We Are Happy Landfill).

### Reject False Icons
La phrase Reject False Icons est mentionnée pour la première fois dans un mail envoyé par Gorillaz à ses fans, le 24 novembre 2004. Le 8 décembre, le site Internet du groupe est entièrement rouvert et un nouveau clip vidéo officiel, Rock It, est posté. A la fin de la vidéo, la phrase Reject False Icons est présente. Le 19 décembre, la campagne éponyme débuta avec l'ouverture du site Internet rejectfalseicons.com (aujourd'hui indisponible). Les fans pouvaient envoyer des photos où les "False Icons" étaient tournées en ridicule et propager le message par des graffitis ou des stickers "Reject False Icons", pouvant être collés n'importe où et qui étaient disponibles pendant une période limitée sur le site ou dans certains magasins de musique en Angleterre.

### Search For A Star
En décembre 2004, Gorillaz (plus précisément Noodle) lance un concours de talents, nommé Search For A Star, pour trouver un artiste avec qui collaborer. Ce fut un grand succès : il y eut en moyenne 100 propositions par semaine mais pour le vote public, seulement 10 (parmi les nouveaux arrivages) furent le plus mis en avant. Certaines propositions furent même vues 1 million de fois. Pour qu'elles puissent toutes être vues, une galerie fut mise en place. Initialement, le but de la compétition était de choisir un seul gagnant. Mais à la fin de la compétition, il fut annoncé que 2 gagnants seraient choisis par le public - un pour les dessins soumis et un autre pour les musiques soumises.
Finalement, trois gagnants collaborèrent avec le groupe sur le quatrième single de la Phase 2, la double face A Kids with Guns / El Mañana. Sourbee créa son "incarnation" animée de la face B Don't Get Lost In Heaven (Demo Version), disponible dans l'édition DVD du single, Asidus livra un remix de Dirty Harry intitulé Uno Quatro, qui fut disponible pendant la Phase 2 sur Gorillaz.com, et Irina Bolshakova aka Schneeflocke proposa son interprétation artistique de El Mañana, disponible en tant qu'encart inclus dans l'édition DVD du single. Les trois gagnants étaient originellement supposés avoir leurs propres chambres dans les Kong Studios virtuels, mais cela n'arriva jamais.

## Liste des titres
| 1.    | Intro                                                                       | 1:03 |
| 2.    | Last Living Souls                                                           | 3:10 |
| 3.    | Kids with Guns (featuring Neneh Cherry)                                     | 3:45 |
| 4.    | O Green World                                                               | 4:31 |
| 5.    | Dirty Harry (featuring Bootie Brown & the San Fernando Valley Youth Chorus) | 3:43 |
| 6.    | Feel Good Inc. (featuring De La Soul)                                       | 3:41 |
| 7.    | El Mañana                                                                   | 3:50 |
| 8.    | Every Planet We Reach Is Dead (featuring Ike Turner)                        | 4:53 |
| 9.    | November Has Come (featuring MF Doom)                                       | 2:41 |
| 10.   | All Alone (featuring Roots Manuva & Martina Topley-Bird)                    | 3:30 |
| 11.   | White Light                                                                 | 2:08 |
| 12.   | DARE (featuring Shaun Ryder)                                                | 4:04 |
| 13.   | Fire Coming Out of the Monkey's Head (featuring Dennis Hopper)              | 3:16 |
| 14.   | Don't Get Lost In Heaven (featuring the London Community Gospel Choir)      | 2:00 |
| 15.   | Demon Days (featuring the London Community Gospel Choir)                    | 4:28 |
| 51:40 |                                                                             |      |

| 16. | 68 State (édition standard et limitée) People (réédition) Hong Kong (featuring Zeng Zhen) (live au Manchester Opera House) (édition premium) | 4:46 3:27 6:38 |

| 1. | The Swagga (audio)                                         | 4:57 |
| 2. | Feel Good Inc. (clip)                                      | 4:15 |
| 3. | Feel Good Inc. (the making of animatic)                    | 3:49 |
| 4. | Feel Good Inc. (commentaire audio)                         | 4:09 |
| 5. | Gorillaz Talent Quest (g-bite)                             | 1:10 |
| 6. | Gorillaz on Set (g-bite)                                   | 0:29 |
| 7. | We Are Happy Landfill (piste additionnelle téléchargeable) | 3:39 |

- Tous les titres bonus apparaitront ensuite sur la compilation D-Sides sortie en 2007.

## Samples
- Intro contient un sample de Dark Earth de Jack Trombey, tiré du film Zombie[2]
- Kids with Guns contient un sample de Push It de Salt-N-Pepa.
- Dirty Harry contient des samples de Baba Hya du Lafayette Afro Rock Band, de We're Doing It (The Thang) Part: II d'Eddie Bo & The Soul Finders et de I Need A Gun, démo créée par Damon Albarn en 2003 pendant la tournée américaine de Think Tank et écoutable sur le double vinyle Democrazy[3]
- Feel Good Inc. contient un sample de I Wanna Rock de Luke.
- November Has Come contient des samples de Can I Kick It ? de A Tribe Called Quest, de If You're Happy And You Know It de Traditional Folk et de Just For Your Love de The Memphis Horns.
- DARE contient des samples de Revolution 909 de Daft Punk et de Christmas Rappin' de Kurtis Blow.